# Clinton (Iowa)
Clinton település az Amerikai Egyesült Államok Iowa államában, Clinton megyében, melynek megyeszékhelye is. Lakosainak száma 24 469 fő (2020. április 1.).

## Népesség
A település népességének változása:

| 2010 | 26 885 |
| 2020 | 24 469 |